# 奥古斯托德利马
奥古斯托德利马是巴西米纳斯吉拉斯州的一个市镇。总面积1250.649平方公里，总人口4589人，人口密度3.7人/平方公里。